# Михайловка (Мокроусовський округ)
Миха́йловка (рос. Михайловка) — село у складі Мокроусовського округу Курганської області, Росія.
Населення — 374 особи (2010, 516 у 2002).
Національний склад станом на 2002 рік:
- росіяни — 90 %